# Induktionsledning (järnväg)
Induktionsledning är en metod att med induktion överföra elenergi från en ledning i spåret till ett rälsfordon.
En kabel placeras mitt i spåret, under gatans yta vid spårvägar. Kabeln bildar en enkel slinga och är sektionerad så att varje slinga täcker en vagn och aktiveras när en vagn befinner sig ovanför. Kabeln utgör primärlindningen i en delad transformator där den andra halvan med sekundärlindningen är fäst under vagnen. Metoden innebär även att rälsen kan utnyttjas som järnkärna och förbättra verkningsgraden. Vidare behövs inte heller någon rälsåterledning av strömmen.
Energiöverföringen blir kontaktfri, oberoende av väder och nästan outslitlig. Nackdelar är energiförluster på grund av den delade kärnan och luftgapet samt att effekten är begränsad.
Metoden är intressant i sådana miljöer där en kontaktledning är störande till exempel spårvagnar genom kulturhistoriska miljöer och tunnlar där en mindre höjd behövs.
Samma princip har använts för transporter inom fabriksmiljöer, men även för till exempel eldrivna tandborstar.
2009 presenterade Bombardier sitt Primove-system som bygger på denna princip.